# Ambulyx semiplacida
Ambulyx semiplacida là một loài bướm đêm thuộc họ Sphingidae. Nó được tìm thấy ở Đài Loan.
Nó giống với Ambulyx placida.

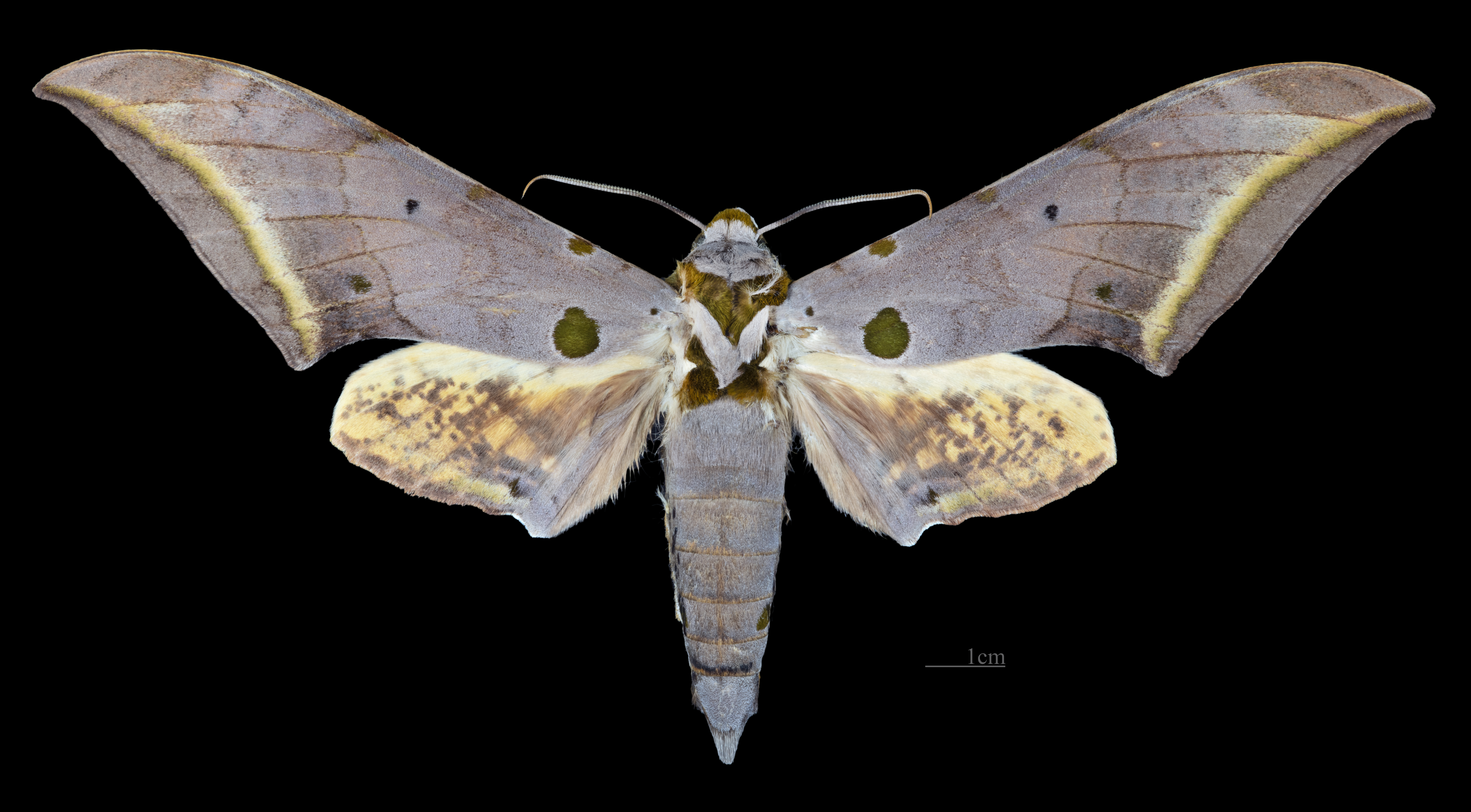
Ambulyx semiplacida ♂
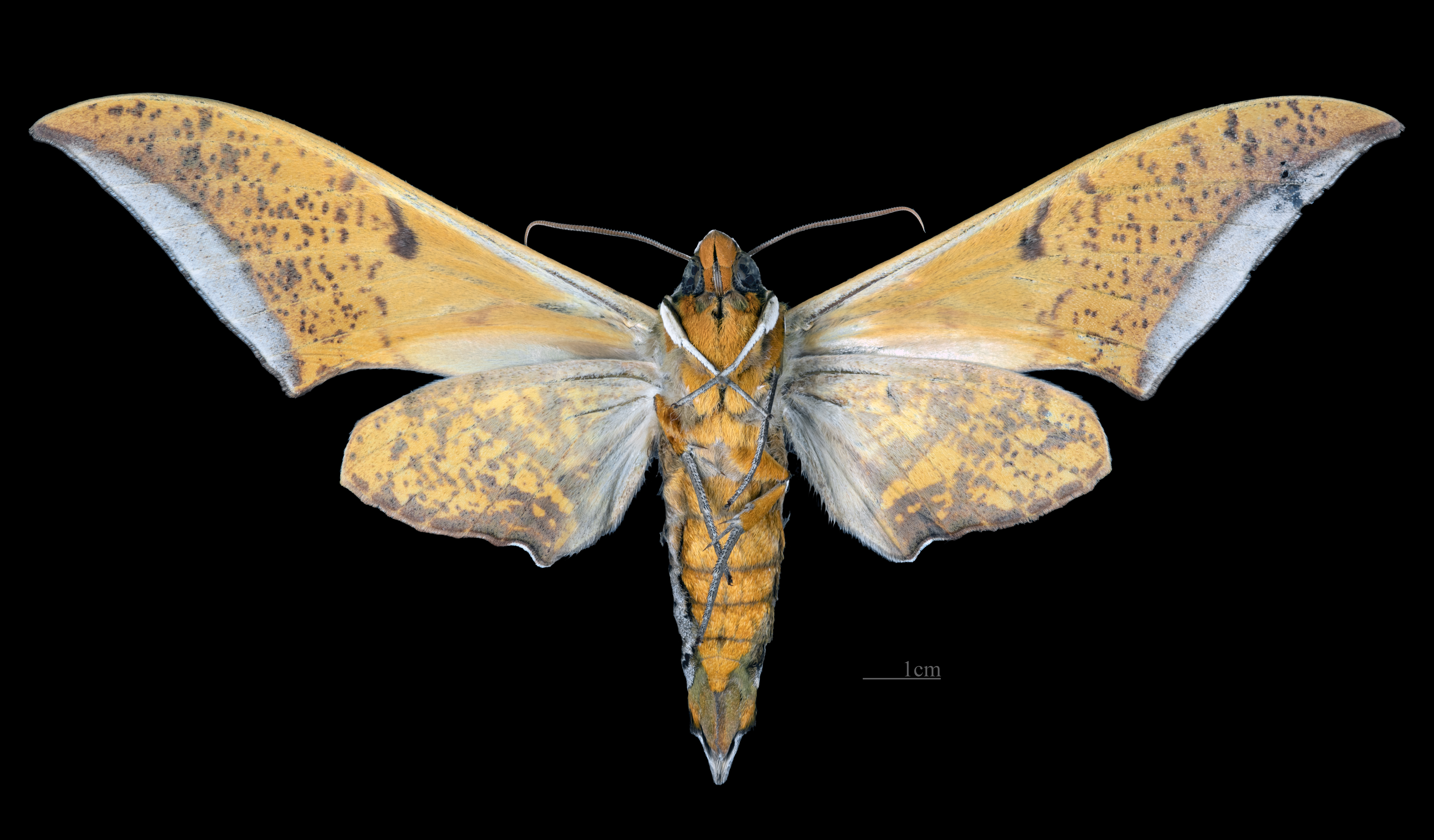
Ambulyx semiplacida ♂ △